# Bimetal

konstrukce bimetalového teploměru

Bimetal

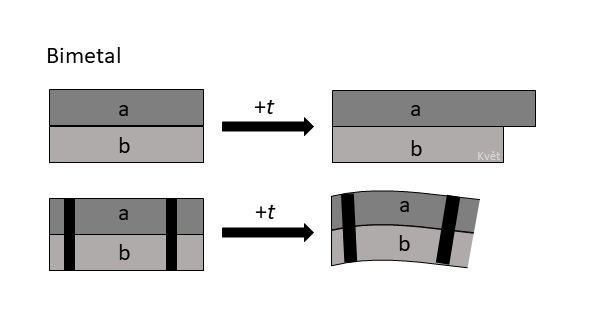
Kov a má větší teplotní roztažnost, než kov b. V prvním případě jsou kovy položeny volně na sobě. Zvýšením teploty dojde k délkové dilataci. V druhém případě jsou kovy spojeny. Při zvýšení teploty opět dojde k prodloužení. Jelikož jsou spojeny a kov a se roztáhne více, než kov b, dojde k ohybu obou kovů.

Bimetal (dvojkov) je pásek ze dvou kovů o různých tepelných roztažnostech. Kovy jsou navzájem pevně spojeny (např. slisovány nebo spojeny plošným svarem). Při ohřívání nebo ochlazování dochází na různých stranách pásku k různému rozpínání kovů. To zapříčiní definovatelné prohnutí dvouvrstvého pásku. Vrstva kovu z materiálu s větší tepelnou roztažností se označuje jako aktivní a vrstva s menší tepelnou roztažností jako pasivní.

## Druhy
Rozlišují se dvě základní skupiny bimetalů (dvojkovů) podle materiálu aktivní části:
1. z čistého kovu nebo ze slitiny neželezných kovů (ocel a bronz)
2. ze slitiny železa s jiným neželezným kovem

## Využití
Bimetal je nebo byl využíván například v těchto zařízeních:
- Elektromechanický termostat – reguluje teplotu například v žehličce, v místnosti, v akváriu, v boileru, v kuchyňské troubě
- termostatický ventil – mechanické ovládání průtoku média v závislosti na teplotě (např. udržuje nastavenou teplotu vody ve sprše)
- elektrický jistič – zahřeje se průchodem elektrického proudu a rozepne obvod při dlouhodobém mírném překračování jmenovité hodnoty proudu
- tepelná elektrická pojistka – tvoří ji bimetalový kontakt umístěný např. do vinutí motoru, který odpojí a ochrání jej před poškozením přehřátím
- teploměr – ohyb pásku je mechanicky převeden na pohyb ručičky přístroje
- časovač – zahřívání průchozím proudem rozepne elektrický okruh, vychladnutí opět sepne; využíval se zejména v minulosti pro generování elektrických impulzů (např. v klasickém přerušovači směrových světel automobilu)
- relé – bimetal je ohříván topným drátem nebo článkem a ovládá kontakt.
- doutnavkový startér zářivky - zajišťuje nažhavení elektrod zářivky a spolu s tlumivkou vytváří vysokonapěťový impuls potřebný k zapálení výboje v zářivce